# Ventura Rodríguez
Ventura Rodríguez Tizón (Ciempozuelos, 14 luglio 1717 – Madrid, 26 agosto 1785) è stato un architetto spagnolo.
Uno dei migliori architetti spagnoli della sua epoca, la sua traiettoria artistica si situa a cavallo fra due grandi correnti artistiche: il barocco e il neoclassicismo.

## Biografia

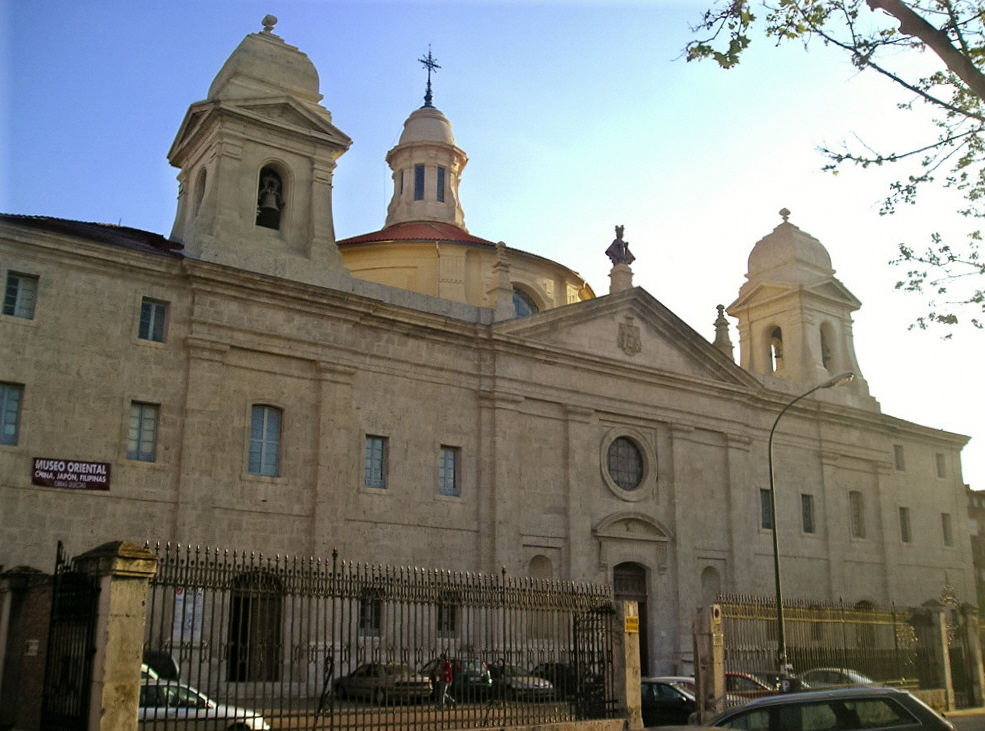
Facciata principale del Convento de los Agustinos Filipinos a Valladolid

Era figlio di un modesto muratore che lavorava alla Villa reale di Aranjuez. Mentre aiutava suo padre diede prova di una solida e promettente inclinazione al disegno, in modo che non tardò a trovare occupazione come disegnatore per gli ingegneri francesi che dirigevano i cantieri (Marchand e Brachelieu). In seguito al trasferimento della Corte ad Aranjuez, l'architetto Filippo Juvara (incaricato del progetto del Palazzo Reale di Madrid) ebbe occasione di vedere degli schizzi di Ventura Rodríguez e richiese al re che gli fosse assegnato come disegnatore. L'architetto siciliano divenne quindi il maestro di Rodríguez, cosicché alla sua morte nel 1736, il suo successore alla guida del progetto del Palazzo Reale, Giovanni Battista Sacchetti, lo mantenne con sé. Nel 1741 ostentava già la carica di apparecchiatore in seconda del Palazzo Reale.
Con una profonda conoscenza dell'architettura di Gian Lorenzo Bernini e Francesco Borromini, depurò i suoi gusti barocchi per seguire una linea più herreriana. Nel 1747 fu nominato a Roma accademico di merito dell'Accademia di San Luca.
Fra il 1749 e il 1753 costruì la chiesa parrocchiale di San Marco a Madrid, con una pianta di cinque ellissi successive (sorprendente per l'inversione dei valori, l'articolazione asimmetrica degli spazi e la risonanza delle volte ellittiche) e una facciata di ordine gigante affiancata da avancorpi curvi che circoscrivono ad un atrio concavo. Nel 1752 fu nominato direttore degli studi di architettura della Reale Accademia di Belle Arti di San Fernando.
Nel 1750 ricevette l'incarico di rimodellare e portare a compimento la Basilica di Nostra Signora del Pilar di Saragozza. I precedenti progetti di Herrera, Perelada e Domingo de Yarza non giungevano a soddisfare le tre esigenze del capitolo: distanza conveniente dal fiume, orientamento appropriato e allineamento della fabbrica del tempio allo sguardo della Vergine. L'ingegnoso progetto di Ventura soddisfece tutti i requisiti e così l'architetto conseguì uno dei suoi massimi trionfi. Suggerì la soluzione dell'alloggiamento della cappella della Vergine in un tempietto a pianta quadrilobata a base di settori circolari e volta ellissoidale. È precisamente in questa cappella che si produce la transizione dallo stile barocco al neoclassico, manifestandosi quest'ultimo nella decorazione dell'interno del tempio.
Il capitolo della cattedrale di Cuenca reclamò i suoi servigi per erigere un Transparente (finestra di cristallo che illumina e adorna il fondo di un altare) che rivaleggiasse con quello innalzato da Narciso Tomé nella cattedrale di Toledo. Rodríguez lo posizionò in un ambulacro gotico, in modo che risplendesse grazie all'illuminazione posteriore e indiretta, per mezzo della quale si ottengono effetti spettacolari. Nel 1754 edificò la demolita chiesa di san Norberto e nel 1755 rimodellò la chiesa del Reale Monastero dell'Incarnazione di Madrid.
In quegli anni, il suo successo sembrava non conoscere limite. Tuttavia, Ferdinando VI affidò all'architetto francese Jacques Marquet lavori importanti ad Aranjuez e Carlo III, alla morte di Giovanni Battista Sacchetti nominò architetto reale Francesco Sabatini. Dopo la morte di Ferdinando VI (1759), Ventura Rodríguez cessò di lavorare per la Corte. Ciononostante, la quantità di commesse che ricevette (soprattutto dai privati) fu tale, che le sue opere si possono ammirare praticamente in tutta la Spagna.
Verso il 1760, influì molto su di lui l'opera di Juan de Herrera e lo stile di trabeazione per la composizione delle facciate, sebbene la pianta e lo spazio continuino ad essere barocchi. Un esempio è il Convento de los Agustinos Filipinos di Valladolid, il Collegio di Chirurgia di Barcellona (1761, sede oggi dell'Accademia di medicina), in cui solo la geometria e la tettonica conferiscono espressività alle facciate, il Municipio di Haro (1769) e i suoi progetti per la nuova Biblioteca e per la fabbrica di vetro di La Granja.
Si accostò all'architettura palatina a Madrid, lasciando disegni in cui si riflette la sua dipendenza dal percorso della residenza reale: palazzo di Arenas de San Pedro; Palazzo di Llíria (1770), che ha le caratterístiche del barocco italiano; Palazzo di Altamira (1773-1775); Astorga; Regalía e Osuna.
Ottenne il titolo di Maestro Mayor dal Municipio di Madrid nel 1764 e i suoi contributi furono decisivi per l'ordinamento urbano della capitale. Sviluppò anche un'attività di grande dimensione fuori dalla Corte disegnando municipi, scuole, ponti, macelli, eccetera. Servano come esempi la plaza Mayor di Avila, l'Ospedale Generale di Madrid, la facciata della cattedrale di Toledo, il Sacrario (1761-1764) della Cattedrale di Jaén, i bagni di Las Caldas de Oviedo (1773), il sanatorio di Trillo (1775), il carcere di Brihuega e la chiesa di Larrabetzu.
Tuttavia, nulla lo poté ricompensare della perdita del favore del re, a cui si aggiunse l'insuccesso di alcuni progetti: la porta de Alcalá (costruita poi da Sabatini nel 1764) o la basilica di San Francesco il Grande (terminata sempre da Sabatini nel 1768). Dovette pure affrontare la morte della moglie nel 1776.
Infine, fra le opere dell'ultimo periodo, occorre citare il palazzo di Boadilla del Monte per l'infante Luigi Antonio, il palazzo di Almanzora affidatogli dal marchese de la Romana così come il grandioso progetto (non realizzato) per la basilica di San Francesco il Grande a Madrid, e l'imponente facciata della cattedrale di Pamplona (1783), con un impianto pienamente neoclassico, con colonnato e frontone e due campanili (retaggio del suo periodo barocco) che conferiscono verticalità all'insieme.
Di sua mano è anche la chiesa attuale del monastero di Santo Domingo de Silos. Data la scarsa sensibilità per le opere del medioevo di cui peccarono tutti gli artisti dell'epoca, non si fece scrupoli nel demolire il primitivo tempio romanico di cui non è rimasta che una parte del transetto e la Puerta de las Vírgenes che lo mette in comunicazione con il chiostro.
Morì a Madrid il 26 agosto 1785. I suoi resti riposano nella cappella degli architetti della chiesa di San Sebastiano.
Lo si considera, insieme con Juan de Villanueva, il principale architetto spagnolo del suo tempo e l'ultimo barocco.
A Madrid gli è stata dedicata una via e una stazione della metropolitana.